# Dušan Mikuš
Dušan Mikuš, slovenski, poslovnež, ekonomist, veteran in častnik, * 1961.
Je magister znanosti, diplomiran organizator dela in ekonomist. Prvi v Sloveniji je dosegel magisterij s področja Kakovosti v zasebnem varovanju. Leta 2000 je bil državni sekretar Republike Slovenije na Ministrstvu za obrambo Republike Slovenije. Od leta 2001 do 2003 je bil državni podsekretar.
Leta 1991 je aktivno sodeloval v slovenski osamosvojitveni vojni in je veteran vojne za Slovenijo.
Vodil je Varnostni organ Ministrstva za obrambo Republike Slovenije VOMO, bil je predsednik uprave in generalni direktor delniških družb Varnost Kranj d.d. in Fructal d.d. ter direktor v več drugih gospodarskih družbah.
Deloval je tudi na področju zasebnega varovanja kot dolgoletni član upravnega odbora Zbornice Republike Slovenije za zasebno varovanje in predsednik izpitnih komisij za odgovorne osebe, varnostnike in varnostne tehnike. Je strokovnjak za ekonomsko varnostna vprašanja, tako za področje državnega kot zasebnega varovanja ter dolgoletni habilitiran predavatelj Univerze v Mariboru, Fakultete za varnostne vede v Ljubljani.
Je nekdanji član nadzornih svetov družb Radijske zveze Slovenije d.d. in Pivovarne Union d.d. Bil je podpredsednik nadzornega sveta (dva mandata) in predsednik revizijske komisije delniške družbe Cetis d.d. ter član nadzornega sveta (štiri mandate) družbe Alpetour potovalna agencija, d.d..
Zadnje desetletje deluje kot neodvisni finančni svetovalec korporacijam iz Evrope, ZDA in Azije ter sodeluje z investicijsko banko.
Aktiven je v humanitarnih in dobrodelnih organizacijah. Leta 2004 in 2005 je bil predsednik dobrodelne organizacije Fundacija Ana. Je častni član te fundacije in častni član Fundacije GT.  Več kot 30 let je član mednarodne humanitarne in dobrodelne organizacije Rotary International. Leta 2006/2007 je bil predsednik Rotary cluba Ljubljana Emona.
Je dolgoletni nogometaš nogometnega kluba NK Primorje, športni padalec Aerokluba Josip Križaj Ajdovščina in judoist.